# Peter Laverick
Peter Laverick (Grimsby, 29 de enero de 1939 - Grimsby, 29 de marzo de 2013) fue un jugador de fútbol profesional inglés que jugaba en la demarcación de defensa.

## Biografía
Peter Laverick debutó en 1957 a los 18 años de edad con el Grimsby Town FC, equipo que disputaba en aquel momento la Football League Championship, disputando un total de cinco temporadas en el club. Tras acabar contrato fichó por el Bristol City FC que disputaba en aquel momento también la Football League Championship. Posteriormente en 1964 a los 25 años tuvo que retirarse de su carrera futbolística tras sufrir una lesión de rodilla.
Tras acabar su carrera como futbolística se dedicó a entrenar equipos de fútbol tanto juveniles como seniors de su ciudad natal.
Falleció el 29 de marzo de 2013 en su casa de Grimsby a los 74 años de edad tras una larga enfermedad.

## Clubes
| Club            | País       | Año         |
| --------------- | ---------- | ----------- |
| Grimsby Town FC | Inglaterra | 1957 - 1962 |
| Bristol City FC | Inglaterra | 1962 - 1964 |